# Augustin Montelius
Augustin Montelius, född 1736, död 1816, var en svensk präst.
Augustin Montelius tillhörde släkten Montelius från Uppland. Han var yngste son till kontraktsprosten Johan Montelius och Margareta Beata Hörner. Efter studier i Uppsala avlade han magister-examen och prästvigdes 1761. Han gjorde som skeppspredikant vid Svenska Ostindiska Companiet två resor till Kanton i Kina. Under dessa resor vilka företogs 1766–1768 och 1769–1771 beställde han en servis med sitt monogram som på 1990-talet fortfarande delvis fanns bevarad inom släkten Montelius. 1773 blev han kyrkoherde i Edebo församling, utsågs till kontraktsprost 1789 och blev jubelmagister 1812.
Första gången gifte han sig 1774 med Anna Catharina Christiernin (1747–1775) och andra gången 1775 med Charlotta Seuderman (1755–1840). Han var farfar till pastorn och psalmförfattaren Knut Johan Montelius.
Han är begravd på Edebo kyrkogård.